# 筒賀駅
筒賀駅（つつがえき）は、広島県山県郡筒賀村（現在は安芸太田町）中筒賀に存在した西日本旅客鉄道（JR西日本）可部線の駅（廃駅）である。
可部線非電化区間（可部 - 三段峡間）の廃線に伴い、2003年（平成15年）12月1日に廃止された。

## 歴史
当駅の開業前にも筒賀駅が存在したが、開業直前に田之尻駅に改称した。

### 年表
- 1969年（昭和44年）7月27日：国鉄可部線 加計 - 三段峡間開通時に開業（一般駅）[1]。業務委託駅[2]。
- 1978年（昭和53年）10月1日：車扱貨物の取扱を廃止（旅客駅となる）[1]。
- 1985年（昭和60年）2月1日：無人駅化[3]（簡易委託駅化）
- 1987年（昭和62年）4月1日：国鉄分割民営化によりJR西日本が継承[1]。
- 2003年（平成15年）12月1日：廃止。

### 駅名の由来
駅所在地の村の名前（広島県山県郡筒賀村）から。

## 駅構造

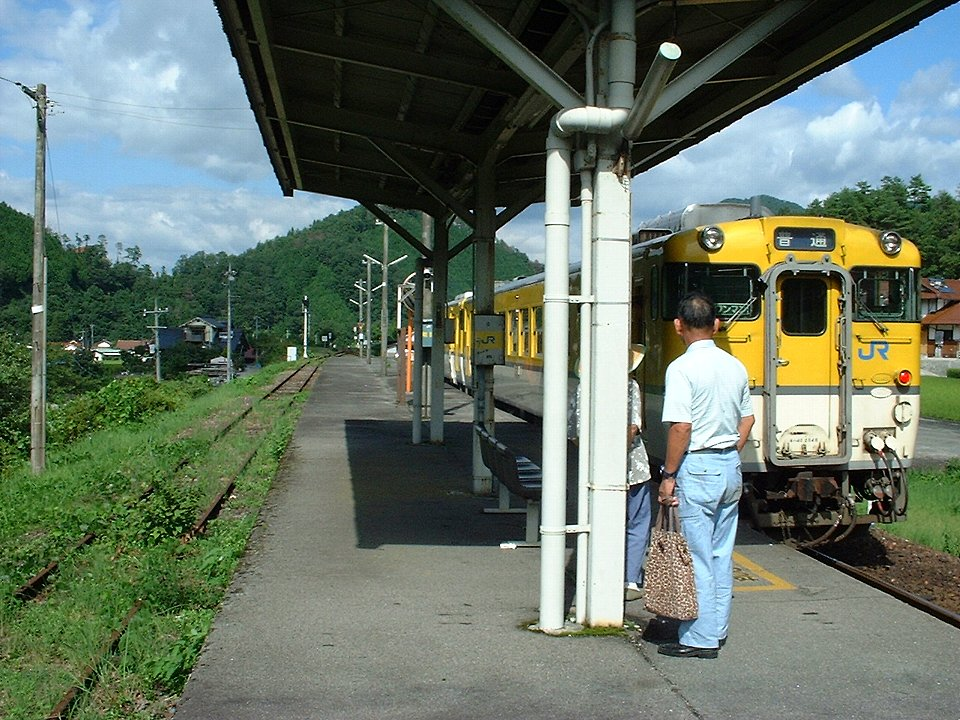
ホーム（2003年8月）

島式ホーム1面2線を持つ地上駅。当初は交換設備を使用していたが、晩年は加計 - 三段峡間のスタフ閉塞化により実質棒線化され、南側の線路のみ使用されていた。
駅舎があり簡易委託駅で、車内発券端末で乗車券を発売していた。改札口を抜けると階段で築堤に登り、上り線（北側）を渡り西側からホームに上っていた。

## 駅周辺
駅の北側を太田川支流の筒賀川が流れ、筒賀川の北側を国道186号（国道434号重用）が通っており、駅と国道186号は筒賀村（現：安芸太田町）道で結ばれている。駅の裏側（南側）を広島県道303号上筒賀筒賀停車場線が通っており、更にその南を中国自動車道が通っている。駅の南西には中国自動車道筒賀PAがある（広島県道303号上筒賀筒賀停車場線の路線名称については後述）。
筒賀村側の強い要望の結果、上殿 - 土居間の経路は筒賀村中心部を通るようになったのだが、筒賀村役場（現：安芸太田町役場筒賀支所）や筒賀村立（現：安芸太田町立）筒賀小学校、筒賀村立筒賀中学校（現：安芸太田町立安芸太田中学校）は駅の西1 km前後の場所にある。
- 三段峡交通「八幡原」停留所

## 現状
駅舎、プラットホーム、駅付近のレールなどはすべて解体・撤去された。駅周辺の線路の一部は町道となっている。
駅舎と盛土上のホームを結んでいた階段は残されている。

## 隣の駅
西日本旅客鉄道（JR西日本）
可部線
上殿駅 - 筒賀駅 - 土居駅